# Sergej Popov
Sergej Konstantinovič Popov (in russo Сергей Константинович Попов?; 21 settembre 1930 – San Pietroburgo, 25 giugno 1995) è stato un maratoneta sovietico.

## Palmarès
| Anno | Manifestazione | Sede      | Evento   | Risultato | Prestazione | Note                  |
| ---- | -------------- | --------- | -------- | --------- | ----------- | --------------------- |
| 1958 | Europei        | Stoccolma | Maratona | Oro       | 2h15'17"    | Record dei campionati |

## Altre competizioni internazionali
1956
- 6º alla Maratona di Mosca ( Mosca) - 2h24'34"

1957
- Bronzo alla Maratona internazionale della pace ( Košice) - 2h26'09"
- Oro alla Maratona di Mosca ( Mosca) - 2h19'50"

1958
- Oro alla Maratona di Tallinn ( Tallinn) - 2h20'09"
- Oro al Priz Gazeti Trud ( Mosca), 30 km - 1h32'58"

1959
- Oro alla Maratona internazionale della pace ( Košice) - 2h17'45"
- Oro alla Maratona di Mosca ( Mosca) - 2h21'54"

1961
- 5º alla Maratona di Tbilisi ( Tbilisi) - 2h28'17"

1962
- Argento alla Maratona di Mosca ( Mosca) - 2h20'25"

1963
- Argento alla Maratona internazionale della pace ( Košice) - 2h17'45"
- Bronzo alla Maratona di Mosca ( Mosca) - 2h21'10"

1964
- Oro al Priz Gazeti Trud ( Mosca), 30 km - 1h38'09"

1965
- Oro alla Maratona di Mosca ( Mosca) - 2h22'04"
- Oro al Priz Gazeti Trud ( Mosca), 30 km - 1h37'35"